# Adrian Sutil
Adrian Sutil, (născut la data de 11 ianuarie 1983, în Starnberg, Germania) este un pilot de curse care a concurat în Campionatul Mondial de Formula 1 între anii 2007 - 2011 și 2013.

## Cariera în Formula 1
| Sezon | Echipă                       | Puncte      | Loc clasament general |
| ----- | ---------------------------- | ----------- | --------------------- |
| 2006  | MF1 Racing                   | Pilot teste | -                     |
| 2007  | Etihad Aldar Spyker F1 Team  | 1           | 19                    |
| 2008  | Force India Formula One Team | 0           | -                     |
| 2009  | Force India F1 Team          | 5           | 17                    |
| 2010  | Force India F1 Team          | 47          | 11                    |
| 2011  | Force India F1 Team          | 42          | 9                     |
| 2013  | Sahara Force India F1 Team   | 29          | 13                    |

## Cariera în Motor Sport
| Sezon | Competiție              | Puncte | Loc clasament general |
| ----- | ----------------------- | ------ | --------------------- |
| 2004  | Formula 3 Euro Series   | 9      | 17                    |
| 2005  | Formula 3 Euro Series   | 94     | 2                     |
| 2006  | All-Japan Formula Three | 212    | 1                     |